# Акома (племя)

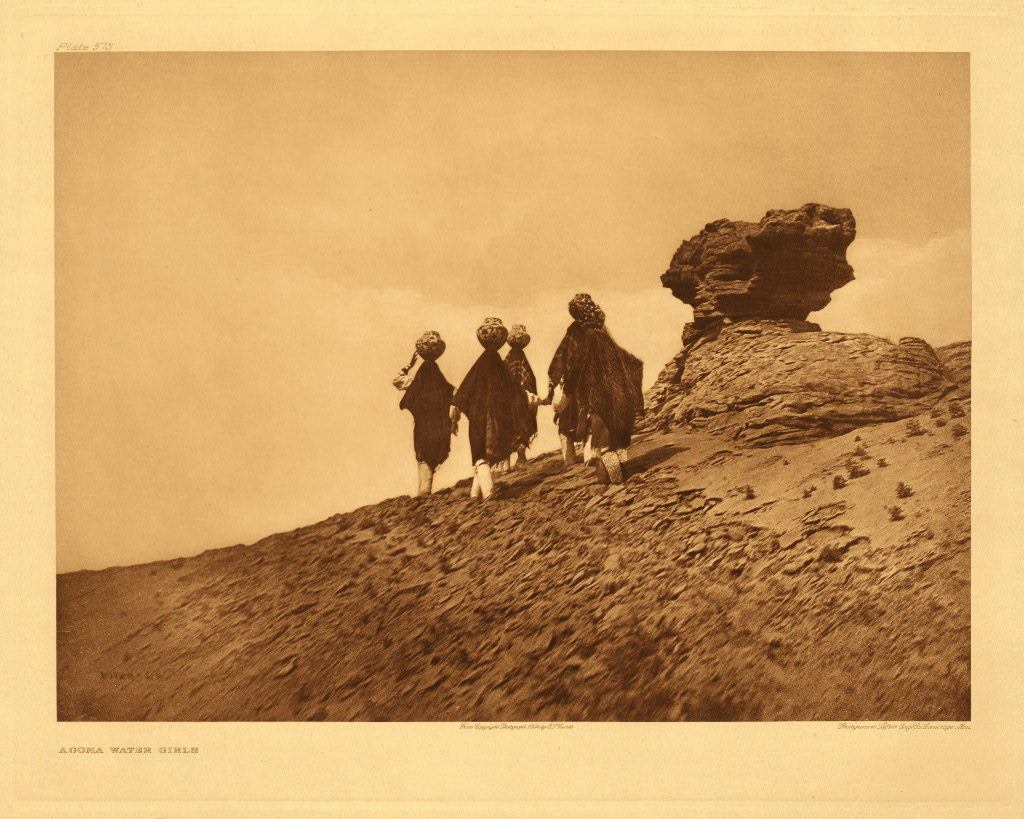
Девушки акома идут за водой. Фотограф Эдвард Кёртис

Акома (acoma от akomé или a’aku: «народ белого камня») — индейское племя, говорящее на языке кересской семьи, относятся к культурной группе пуэбло. Племя акома обитает на территории штата Нью-Мексико в посёлках Акома, Акомита/Тичуна и Маккарти/Санта-Мария. В 1980 году насчитывалось 1696 носителей языка акома, а ныне их число составляет около 2 тысяч человек, большинство — в возрасте старше 30 лет.
К моменту прибытия испанцев в XVI веке численность племени составляла 3 тысячи человек, а в 1870 году — всего 436.
По данным Бюро по делам индейцев (БДИ) в список членов племени в 1995 было внесено 6344 человека, однако согласно переписи 2000 года, к нему относилось только 4628 человек. По данным БДИ, относящимся к 2005 году, в племени было 4819 зарегистрированных членов.

## Интересные факты
В 1885 году губернатором (вождем) племени акома был избран еврей Соломон Бибо.